# Surveyor Lake, Algoma
Surveyor Lake är en sjö i Kanada.   Den ligger i distriktet Algoma och provinsen Ontario, i den sydöstra delen av landet, 500 km väster om huvudstaden Ottawa. Surveyor Lake ligger 426 meter över havet. Arean är 1,00 kvadratkilometer. Den sträcker sig 1,9 kilometer i nord-sydlig riktning, och 1,7 kilometer i öst-västlig riktning.
I omgivningarna runt Surveyor Lake växer i huvudsak blandskog. Trakten runt Surveyor Lake är nära nog obefolkad, med mindre än två invånare per kvadratkilometer.